# Domenico Fioravanti
Domenico Fioravanti (Novara, 31 maart 1977) is een voormalige zwemmer uit Italië, gespecialiseerd op de schoolslag, die bij de Olympische Spelen van Sydney (2000) de gouden medaille won op de 100 en de 200 meter schoolslag.

## Carrière
Bij zijn internationale debuut, op de Europese kampioenschappen zwemmen 1995 in Wenen, werd Fioravanti uitgeschakeld in de series van de 100 meter schoolslag. Hij was toen achttien jaar.
Tijdens de Europese kampioenschappen kortebaanzwemmen 1996 in Rostock eindigde de Italiaans als vijfde op de 100 meter schoolslag, daarnaast strandde hij in de series van zowel de 50 als de 200 meter schoolslag. Samen met Emanuele Merisi, Luca Belfiore en René Gusperti sleepte hij de zilveren medaille in de wacht op de 4x50 meter wisselslag.
Op de Europese kampioenschappen zwemmen 1997 in Sevilla eindigde Fioravanti als vijfde op de 100 meter schoolslag en als elfde op de 200 meter schoolslag, op de 50 meter schoolslag werd hij uitgeschakeld in de series. Op de 4x100 meter wisselslag eindigde hij samen met Emanuele Merisi, Luis Alberte Laera en Lorenzo Vismara op de vierde plaats.
In Perth nam de Italiaan deel aan de wereldkampioenschappen zwemmen 1998. Op dit toernooi eindigde hij als vijfde op de 100 meter schoolslag en als zestiende op de 200 meter schoolslag, samen met Emanuele Merisi, André Gusperti en Lorenzo Vismara strandde hij in de series van de 4x100 meter wisselslag. Tijdens de Europese kampioenschappen kortebaanzwemmen 1998 in Sheffield eindigde Fioravanti als zesde op de 50 meter schoolslag, op zowel de 100 als de 200 meter schoolslag werd hij uitgeschakeld in de series. 
Op de wereldkampioenschappen kortebaanzwemmen 1999 in Hongkong legde de Italiaan, op de 100 meter schoolslag, beslag op de zilveren medaille, daarnaast eindigde hij als vijfde op de 50 meter schoolslag en strandde hij in de series van de 200 meter schoolslag. In Istanboel nam Fioravanti deel aan de Europese kampioenschappen zwemmen 1999. Op dit toernooi veroverde Fioravanti de Europese titel op de 100 meter schoolslag, daarnaast eindigde hij als vierde op de 50 meter schoolslag en als vijfde op de 200 meter schoolslag. Op de 4x100 meter wisselslag eindigde hij samen met Emanuele Merisi, Dino Urgias en Lorenzo Vismara op de achtste plaats. Tijdens de Europese kampioenschappen kortebaanzwemmen 1999 in Lissabon eindigde de Italiaan als vijfde op 100 meter schoolslag en als zevende op de 200 meter schoolslag, op de 50 meter schoolslag werd hij uitgeschakeld in de series.
Op de wereldkampioenschappen kortebaanzwemmen 2000 in Athene eindigde Fioravanti als zevende op de 50 meter schoolslag, op zowel de 100 als de 200 meter schoolslag strandde hij in de series. In Helsinki nam de Italiaan deel aan de Europese kampioenschappen zwemmen 2000. Op dit toernooi prolongeerde hij zijn Europese titel op de 100 meter schoolslag, daarnaast sleepte hij de zilveren medaille in de wacht op de 200 meter schoolslag en eindigde hij als vijfde op de 50 meter schoolslag. Samen met Emanuele Merisi, Dino Urgias en Lorenzo Vismara eindigde hij als vijfde op de 4x100 meter wisselslag. Tijdens de Olympische Zomerspelen van 2000 in Sydney veroverde Fioravanti de gouden medaille op zowel de 100 als de 200 meter schoolslag. Op de Europese kampioenschappen kortebaanzwemmen 2000 in Valencia sleepte de Italiaan de Europese titels in de wacht op de 50 en de 100 meter schoolslag, op de 200 meter schoolslag legde hij beslag op de zilveren medaille. Op de 4x50 meter vrije slag eindigde hij samen met Lorenzo Vismara, Massimiliano Rosolino en Matteo Pelliciari op de zesde plaats, samen met Davide Cassol, Alessio Boggiatto en Lorenzo Vismara strandde hij in de series van de 4x50 meter wisselslag.
In Fukuoka nam Fioravanti deel aan de wereldkampioenschappen zwemmen 2001. Op dit toernooi sleepte hij de zilveren medaille in de wacht op de 100 meter schoolslag en de bronzen medaille op de 50 meter schoolslag, op de 200 meter schoolslag eindigde hij op de vierde plaats. 
Tijdens de Europese kampioenschappen kortebaanzwemmen 2002 in Riesa werd de Italiaan uitgeschakeld in de halve finales van zowel de 50 als de 100 meter schoolslag. Op de 4x50 meter vrije slag veroverde hij samen met Lorenzo Vismara, Christian Galenda en Michele Scarica de zilveren medaille, samen met Davide Cassol, Christian Galenda en Michela Scarica strandde hij in de series van de 4x50 meter wisselslag.
Op de wereldkampioenschappen zwemmen 2003 in Barcelona eindigde Fioravanti als zesde op de 100 meter schoolslag, op de 200 meter schoolslag werd hij uitgeschakeld in de halve finales.

## Internationale toernooien
| Jaar | Olympische Spelen                 | WK langebaan                                                                  | WK kortebaan                                                | EK langebaan                                                                     | EK kortebaan                                                                                   |
| ---- | --------------------------------- | ----------------------------------------------------------------------------- | ----------------------------------------------------------- | -------------------------------------------------------------------------------- | ---------------------------------------------------------------------------------------------- |
| 1995 |                                   |                                                                               | geen deelname                                               | 21e 100m schoolslag                                                              |                                                                                                |
| 1996 | geen deelname                     |                                                                               |                                                             |                                                                                  | serie 50m schoolslag · 5e 100m schoolslag · serie 200m schoolslag · 4x50m wisselslag           |
| 1997 |                                   |                                                                               | geen deelname                                               | serie 50m schoolslag 5e 100m schoolslag 11e 200m schoolslag 4e 4x100m wisselslag | geen deelname                                                                                  |
| 1998 |                                   | 5e 100m schoolslag 16e 200m schoolslag 9e 4x100m wisselslag                   |                                                             |                                                                                  | 6e 50m schoolslag serie 100m schoolslag serie 200m schoolslag                                  |
| 1999 |                                   |                                                                               | 5e 50m schoolslag · 100m schoolslag · serie 200m schoolslag | 4e 50m schoolslag · 100m schoolslag · 5e 200m schoolslag · 8e 4x100m wisselslag  | serie 50m schoolslag 5e 100m schoolslag 7e 200m schoolslag                                     |
| 2000 | 100m schoolslag · 200m schoolslag |                                                                               | 7e 50m schoolslag 17e 100m schoolslag 20e 200m schoolslag   | 5e 50m schoolslag · 100m schoolslag · 200m schoolslag · 5e 4x100m wisselslag     | 50m schoolslag · 100m schoolslag · 200m schoolslag · 6e 4x50m vrije slag · 9e 4x50m wisselslag |
| 2001 |                                   | 50m schoolslag · 100m schoolslag · 4e 200m schoolslag · 12e 4x100m wisselslag |                                                             |                                                                                  | geen deelname                                                                                  |
| 2002 |                                   |                                                                               | geen deelname                                               | geen deelname                                                                    | 12e 50m schoolslag · 9e 100m schoolslag · 4x50m vrije slag · 12e 4x50m wisselslag              |
| 2003 |                                   | 6e 100m schoolslag 13e 200m schoolslag                                        |                                                             |                                                                                  | geen deelname                                                                                  |

## Persoonlijke records

### Kortebaan
| Afstand         | Tijd    | Datum            | Plaats   |
| --------------- | ------- | ---------------- | -------- |
| 050m schoolslag | 27,11   | 16 december 2000 | Valencia |
| 100m schoolslag | 58,89   | 15 december 2000 | Valencia |
| 200m schoolslag | 2.08,76 | 17 december 2000 | Valencia |

### Langebaan
| Afstand         | Tijd    | Datum             | Plaats  |
| --------------- | ------- | ----------------- | ------- |
| 050m schoolslag | 27,72   | 29 juli 2001      | Fukuoka |
| 100m schoolslag | 1.00,46 | 17 september 2000 | Sydney  |
| 200m schoolslag | 2.10,87 | 20 september 2000 | Sydney  |